# Locomotive SNF 3-6
Le locomotive 3 ÷ 6 della Società di Navigazione e Ferrovie pel Lago di Lugano (SNF) erano un gruppo di locotender a vapore, a scartamento ridotto di 850 mm, che la SNF ordinò alla Maschinenfabrik Esslingen per l'utilizzo sulle sue linee Menaggio-Porlezza e Ponte Tresa-Luino.

## Storia
Le locomotive vennero costruite nel 1884 dalla Maschinenfabrik Esslingen, e probabilmente equamente ripartite fra le due linee sociali (Menaggio-Porlezza e Ponte Tresa-Luino), sulle quali erano coadiuvate dalle più piccole 1 ÷ 2; con la cessione della Ponte Tresa-Luino alla SVIE, che nel 1924 ricostruì la linea mutandone lo scartamento, tutte le unità passarono sulla Menaggio-Porlezza, dove furono utilizzate fino alla cessazione dell'esercizio nel 1939.
Le quattro locomotive furono battezzate con i nomi rispettivamente di Giocondo Albertolli, Vincenzo Vela, Alessandro Volta e Bernardino Luini.